# Killem
Killem é uma comuna francesa na região administrativa de Altos da França, no departamento do Norte. Estende-se por uma área de 11.99 km². Em 2010 a comuna tinha 1 169 habitantes (densidade: 97,5 hab./km²).